# Ljusgrön lundmätare
Ljusgrön lundmätare, Jodis lactearia är en fjärilsart som beskrevs av Carl von Linné 1758. Ljusgrön lundmätare ingår i släktet Jodis och familjen mätare, Geometridae. Arten är reproducerande i Sverige. En underart finns listad i Catalogue of Life, Jodis lactearia norbertaria Rössler, 1877.

## Bildgalleri

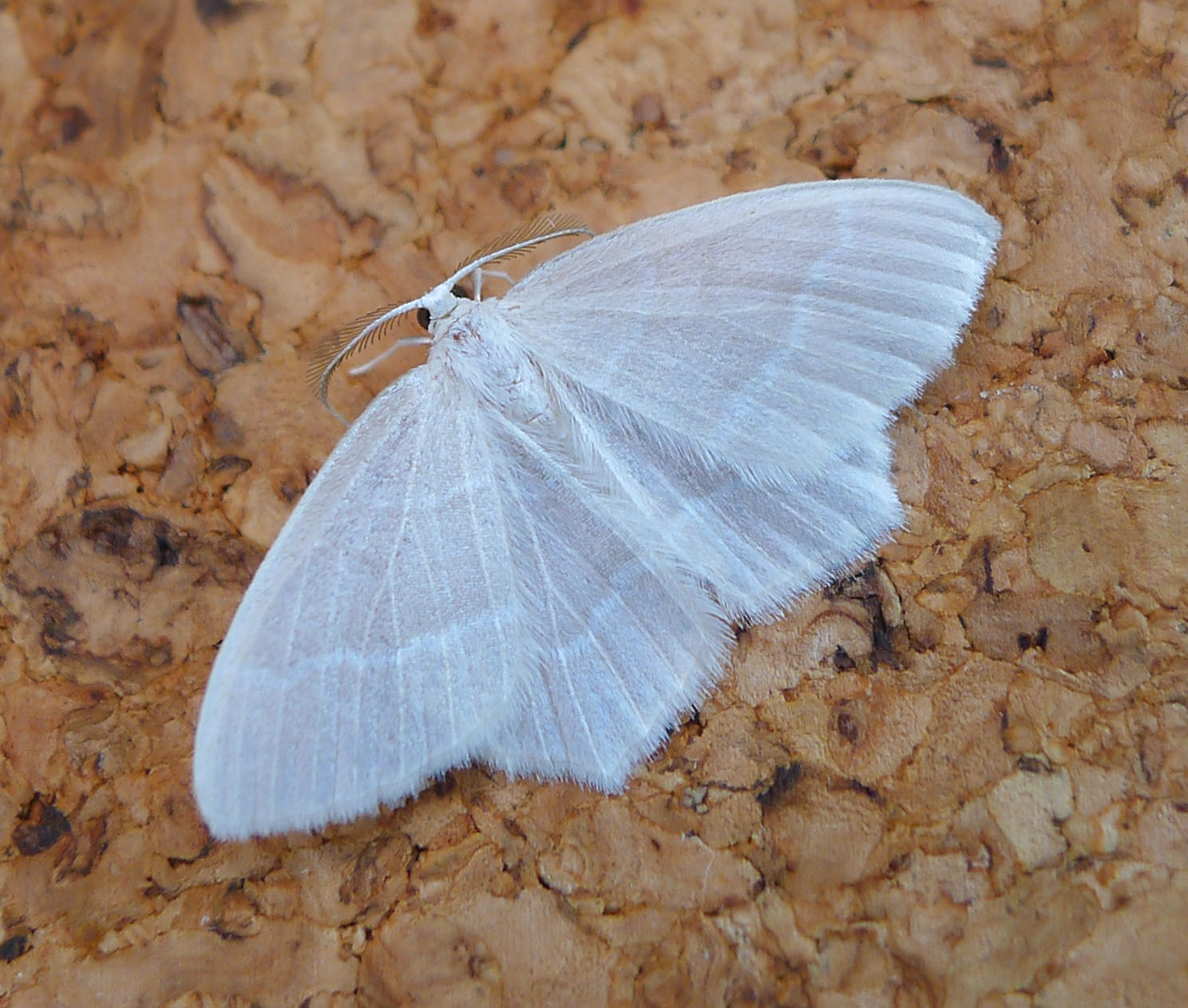
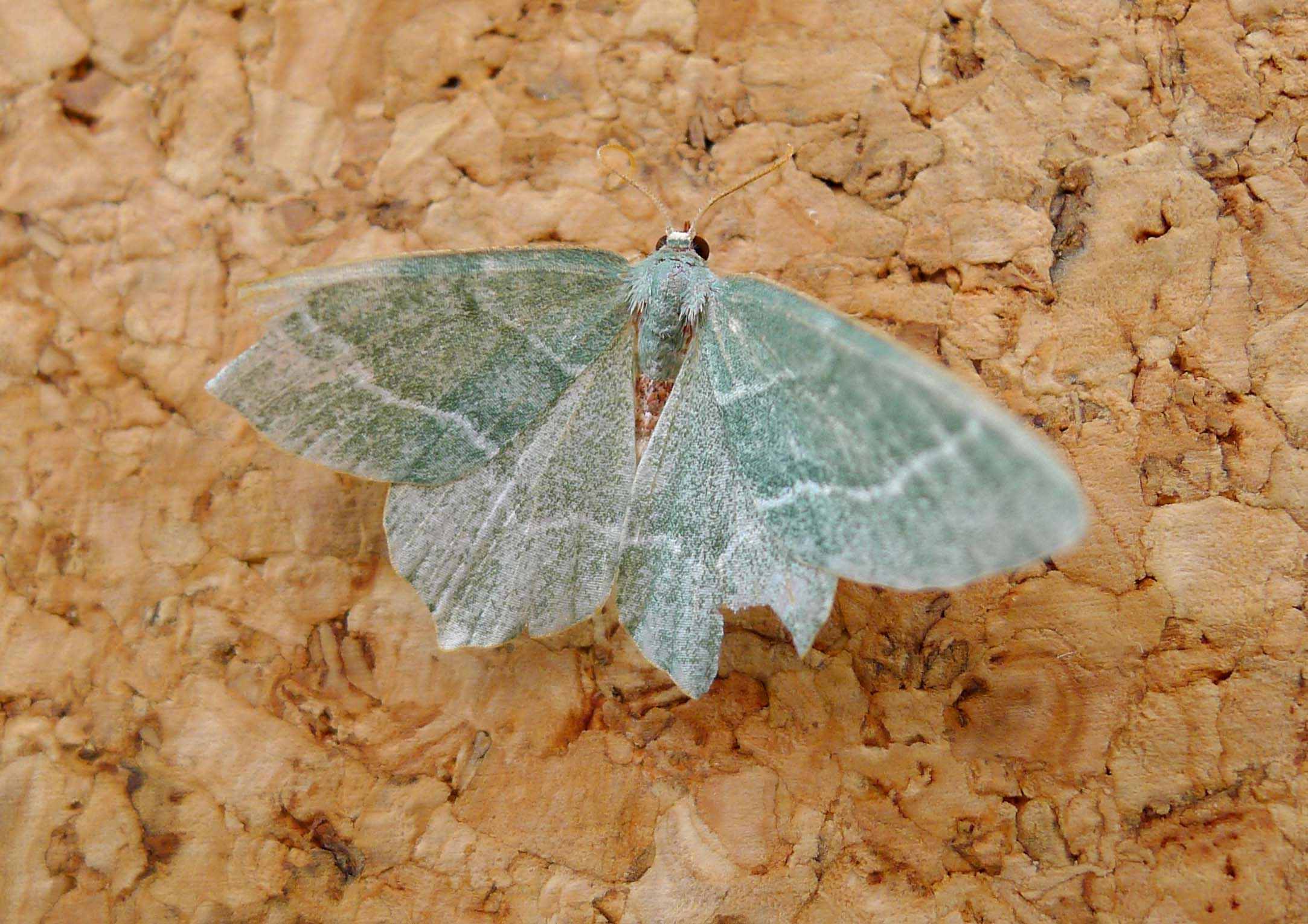
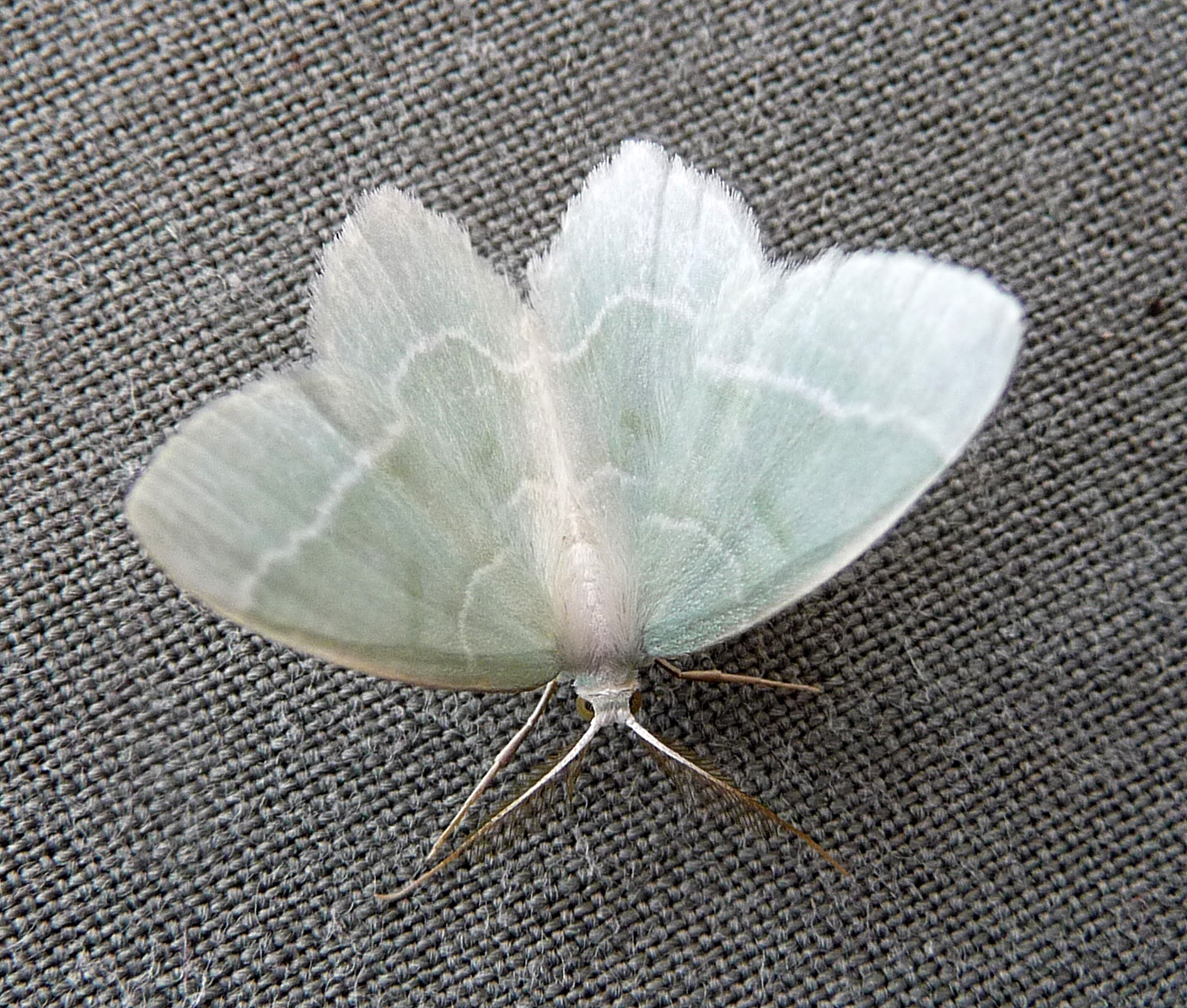